# Bates' dwergantilope
De bates' dwergantilope (Nesotragus batesi)  is een zoogdier uit de familie van de holhoornigen (Bovidae). De wetenschappelijke naam van de soort werd voor het eerst geldig gepubliceerd door de Winton in 1903.

## Voorkomen
De soort komt voor in de bossen van zuidoost Kameroen, noordelijk Congo-Brazzaville, noordoost-Gabon, zuidoost-Nigeria, oostelijk Congo-Kinshasa en westelijk Oeganda.